# Pactactes
Pactactes är ett släkte av spindlar. Pactactes ingår i familjen krabbspindlar.
Kladogram enligt Catalogue of Life:
| Pactactes | \| \| Pactactes compactus \| \| \| \| \| \| Pactactes obesus \| \| \| \| \| \| Pactactes trimaculatus \| \| \| \| |
|           | \| \| Pactactes compactus \| \| \| \| \| \| Pactactes obesus \| \| \| \| \| \| Pactactes trimaculatus \| \| \| \| |
|           | Pactactes compactus                                                                                               |
|           | |
|           | Pactactes obesus                                                                                                  |
|           | |
|           | Pactactes trimaculatus                                                                                            |
|           | |